# Tornado tra Padova e Venezia del 1970
Il tornado tra Padova e Venezia del 1970 fu un evento meteorologico avvenuto la notte dell'11 settembre 1970.
Il tornado di categoria stimata F4 della scala Fujita percorse circa 70 km in un'ora provocando 36 morti, circa 500 feriti e danni ingentissimi stimati in 5 miliardi di lire dell'epoca.

## Storia

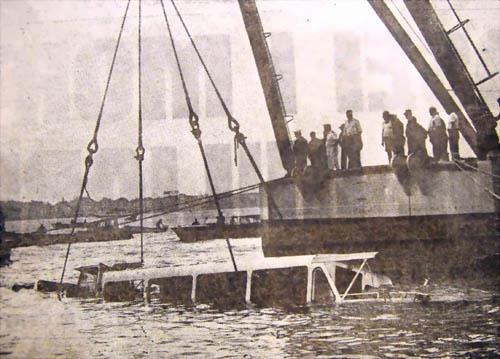
Il recupero del motoscafo n. 130, che venne successivamente sistemato, cambiato di numero e rimesso in servizio

Alle 20:45 si iniziò a formare sui Colli Euganei una potente tromba d'aria che colpì in particolare Teolo e Rovolon in provincia di Padova. Proseguendo verso est in direzione di Abano Terme, il vento investì Selvazzano Dentro, la periferia meridionale di Padova e la bassa padovana con Ponte San Nicolò. Alle 21:05 il tornado provocò il crollo parziale delle Fonderie Zen di Albignasego, causando il primo morto e feriti.
Entrando nella provincia di Venezia, il maltempo danneggiò più di 60 case, facendo registrare quattro feriti a Vigonovo, Tombelle, Caltana e Fossò, seguiti dal danneggiamento di 150 edifici a Camponogara (con quattro feriti) e 120 edifici nel miranese (in particolare a Dogaletto e Giare di Mira), con altri nove feriti. Giunto al campeggio "Camping Fusina", il tornado spazzò via oltre 2.000 alberi, tende e bungalow (causando un morto e 14 feriti), proseguendo verso Venezia, passando poco più a sud dell'isola della Giudecca.
Alle 21:32 la tromba d'aria colpì duramente l'isola delle Grazie e il suo complesso architettonico, abbattendo poi alberi e tetti sull'isola di San Servolo. Arrivato nel bacino di San Marco, tra il Lido di Venezia e Sant'Elena, il tornado investì la motonave Aquileia di 400 tonnellate di stazza (un ferito) e solo parzialmente la motonave Altino. Poco dopo, alle 21:36 il motoscafo 130 della linea 2 gestita dall'ACNIL (Azienda Comunale di Navigazione Interna e Lagunare), mentre stava attraccando a Sant'Elena, fu investito in pieno dal tornado, che sollevò e fece sommergere il natante lungo 22 metri con una stazza di 22 tonnellate, con un bilancio di 21 morti tra i circa 50 passeggeri. Tutta l'isola di Sant'Elena venne devastata, con gli alberi sradicati (uno dei quali uccise una persona) e gli edifici danneggiati, incluso il cantiere nautico Celli e il porticciolo. Molti danni subirono anche la Scuola navale militare "Francesco Morosini" e lo stadio Pier Luigi Penzo.
Dopo aver travolto il Lido di Venezia, in particolare l'aeroporto di Venezia-Lido "Giovanni Nicelli" (con ingenti danni agli aeromobili leggeri) e la chiesa di San Nicolò, la tromba d'aria giunse a Punta Sabbioni sradicando alberi e danneggiando oltre 50 case. Infine alle 21:42 il tornado travolse il campeggio di Ca' Savio, dove causò 12 morti e 141 feriti fra le 300 persone presenti.

## Ricordo
In ricordo delle vittime è collocata una stele di marmo nel parco delle Rimembranze sull'isola di Sant'Elena, a pochi passi dall'attracco dei vaporetti.

## Altri eventi
Nella zona si sono registrati diversi eventi meteorologici avversi simili a quello del 1970.
Nel pomeriggio del 15 giugno 2007 una potente tromba d'aria travolse i 30.000 spettatori che stavano assistendo al mega concerto dell'Heineken Jammin' Festival presso il parco San Giuliano di Mestre. Il vento fece crollare le sei torri dell'impianto di amplificazione, causando 30 feriti.
L'8 luglio 2015 un tornado di potenza F4 devastò la Riviera del Brenta tra Dolo, Mira e Cazzago di Pianiga, in provincia di Venezia. Il bilancio fu di un morto, 72 feriti, oltre 500 case e centinaia di auto danneggiate o distrutte, con un danno stimato di 150 milioni di euro.